# Cachoeiras do Juba
As Cachoeiras do Juba ou Cachoeira do Juba é uma queda-d'água localizada a 70 km do centro da cidade de Tangará da Serra e a 78 km da cidade vizinha Barra do Bugres, no Mato Grosso. Fica próxima à Gleba Triângulo.
A cachoeira é formada pelo Rio Juba (um dos principais afluentes do Rio Sepotuba), tendo logo após a queda uma praia natural de água doce. 